# Eryk I Stary
Eryk I Stary (Horik Starszy, fl. 814 r, zamordowany w 854 r.) – syn króla Godfreda. Panował od 827 roku. W latach 833-835, wykorzystując chaos panujący w cesarstwie organizował łupieżcze wyprawy na Fryzję. Kontynuował je również po powrocie Ludwika Pobożnego do władzy. Jednocześnie zapewniał cesarza o swej niewinności, przyjmując od niego środki finansowe na walkę z piratami. Po każdym ataku na Fryzję wysyłał do cesarza poselstwo z deklaracjami lojalności i darami dla Franków. W 838 roku poinformował cesarza o unieszkodliwieniu wikingów odpowiedzialnych za grabieże, i zażądał, by cesarz wyraził mu wdzięczność ofiarując zwierzchnictwo nad Fryzją i Obodrytami. Ludwik wiedząc, że Obodryci i Fryzowie, zmęczeni zwierzchnictwem Franków usiłują sprzymierzyć się z Duńczykami odmówił. W 839 roku po kolejnej wyprawie na Fryzję Horik wysłał poselstwo z darami i deklaracją pokoju. Po wyrazach ubolewania ze strony Duńczyków obaj władcy przysięgają sobie wieczną przyjaźń. Po śmierci Ludwika w 840 roku Horik przez 5 lat zachował neutralność, umacniając z kolei swój sojusz z Obodrytami. W 845 roku nowy władca, Ludwik Niemiecki zaatakował Obodrytów. W odwecie Horik z flotą sześciuset okrętów wpłynął pod prąd Łabą, złupił i spalił Hamburg.